# Леопольдсдорф (округ Брук-ан-дер-Лейта)
Леопольдсдорф (нім. Leopoldsdorf) — ринкове містечко з 5448 жителями (станом на 1 січня 2023) в окрузі Брук-ан-дер-Лайта в Нижній Австрії.

## Географія
Леопольдсдорф розташований у промисловому районі Нижньої Австрії, на південній околиці Відня. Площа муніципалітету займає 6,98 квадратних кілометрів. Половина використовується для сільського господарства, п'ятнадцять відсотків займають сади і приблизно один відсоток площі вкрито лісами. Через муніципальну територію протікає Петерсбах.

## Конгрегаційна структура

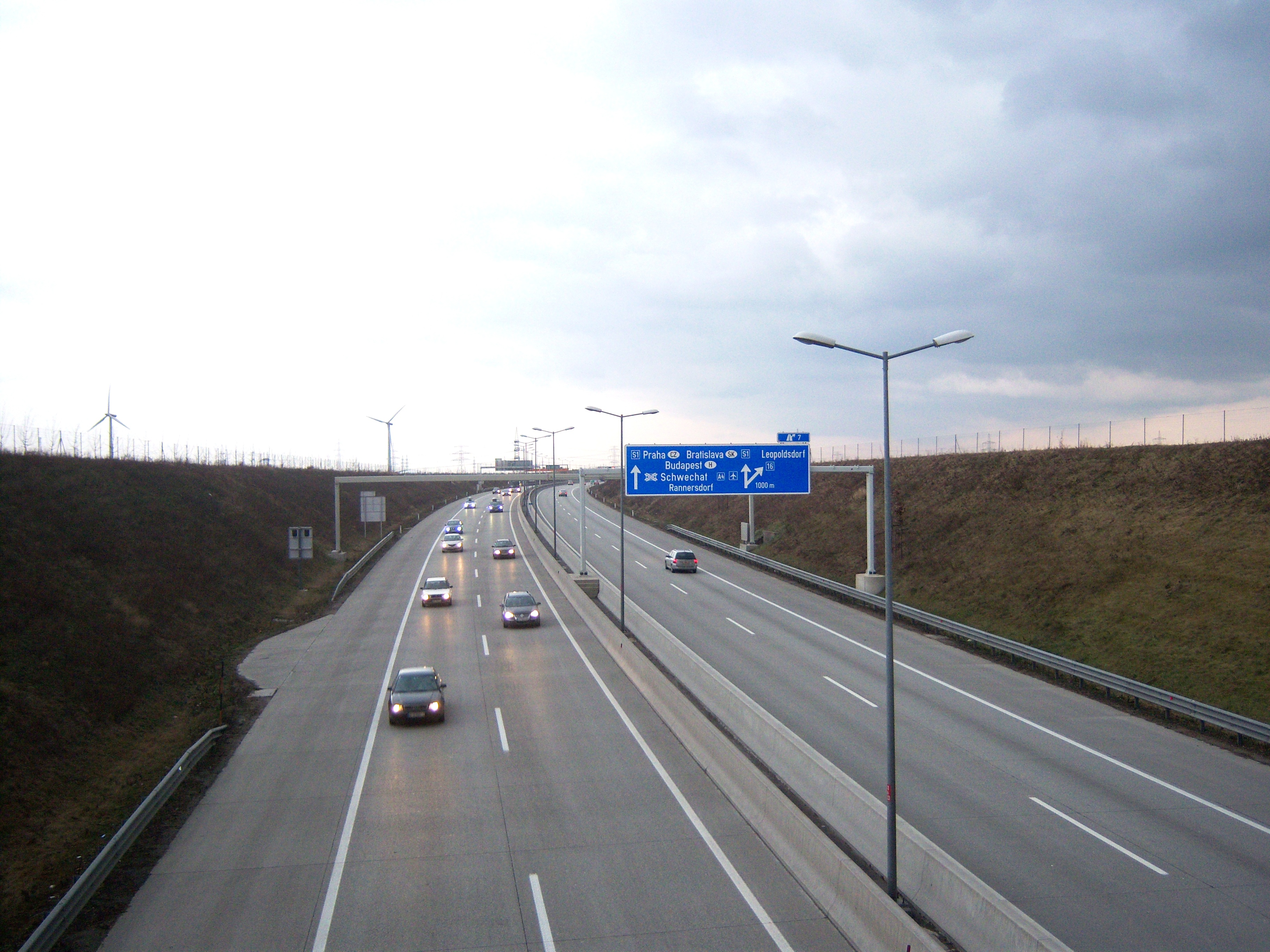
Розв'язка Леопольдсдорф S1.

Муніципалітет складається з єдиного однойменного населеного пункту та двох кадастрових муніципалітетів:
- Леопольдсдорф (592.08 чол.)
- Рустенфельд (105,71 чол.)

Поселення Рустенфельд є районом села Леопольдсдорф.

## Історія
Територія Леопольдсдорфа є територією старого поселення, про що свідчать знахідки з могильників бронзової доби. Під час римської окупації він був частиною Паннонії Верхньої. У 8-му і в 9-му У 19 столітті іммігрували франкські поселенці. Після битви під Лехфельдом у 955 році первісні ліси та болота були стратегічно перетворені на родючий ґрунт, а Остмарк використовувався як оплот проти подальших нападів Угорщини.
Місто розвинулося навколо замку Люйпольцдорф (Леопольдсдорф), який вперше згадується близько 1200 року як власність герцога Фрідріха II. Він передав замок лицареві Міннезінгеру Тангейзеру, а в 1293 році він перейшов у володіння Ортульфа фон Лейпольцдорфа.
У 1523 році резиденцію придбав швабський Маркус фон Бекх. Він зробив кар'єру при дворі пізнішого імператора Фердинанда I і отримав титул Бека фон Леопольдсдорфа. Леопольдсдорф був частиною парафії Марії Ланцендорф до 1527 року, коли став самостійною парафією, до якої також входив Геннерсдорф.

## Культура і пам'ятки

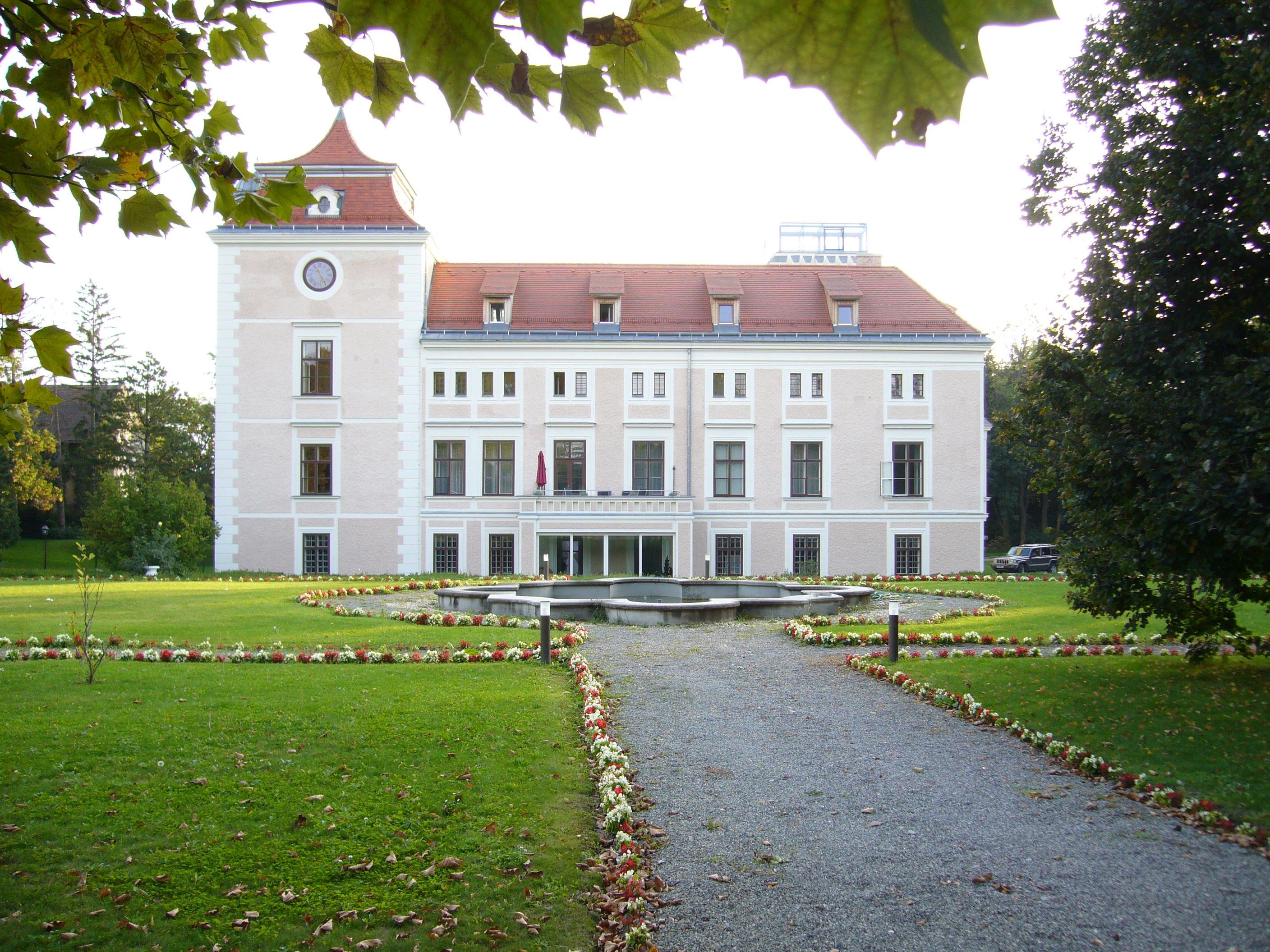
Палац Леопольдсдорф
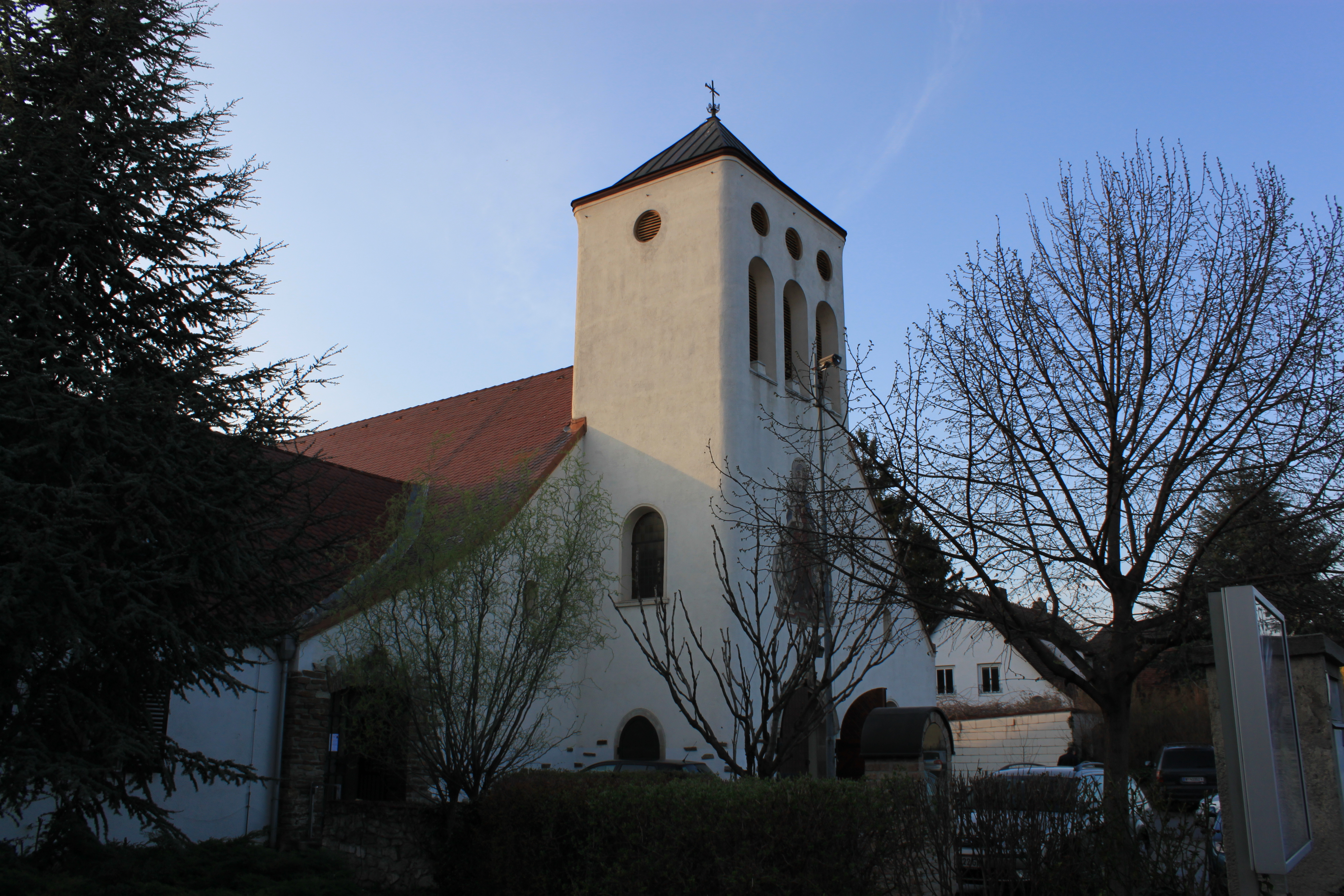
Леопольдсдорфська парафіяльна церква